# Municipio de Brown-Carpenter
El municipio de Brown-Carpenter (en inglés: Brown-Carpenter Township) es un municipio ubicado en el condado de Clay en el estado estadounidense de Arkansas. En el año 2010 tenía una población de 411 habitantes y una densidad poblacional de 3,4 personas por km².

## Geografía
El municipio de Brown-Carpenter se encuentra ubicado en las coordenadas 36°27′39″N 90°41′46″O / 36.46083, -90.69611. Según la Oficina del Censo de los Estados Unidos, el municipio tiene una superficie total de 120.86 km², de la cual 119,92 km² corresponden a tierra firme y (0,77 %) 0,93 km² es agua.

## Demografía
Según el censo de 2010, había 411 personas residiendo en el municipio de Brown-Carpenter. La densidad de población era de 3,4 hab./km². De los 411 habitantes, el municipio de Brown-Carpenter estaba compuesto por el 97,57 % blancos, el 0,24 % eran afroamericanos, el 0,49 % eran amerindios, el 0,49 % eran de otras razas y el 1,22 % eran de una mezcla de razas. Del total de la población el 0,49 % eran hispanos o latinos de cualquier raza.